# Rekman Seller
Rekman Seller, de son vrai nom Mhidini Moussa , né le 11 août 1995 à Kani-Kéli (Mayotte), est un chanteur, compositeur et interprète mahorais. Son style est proche du RnB et de l'afrobeat.

## Biographie
Rekman Seller naît le 11 août 1995 à Kani keli (Mayotte) de parents mahorais.
En 2009, il débute en chantant avec ses frères puis participe au groupe Seller Dream. 
En 2013, l'artiste quitte Mayotte pour ses études. Il se produit sur scène avec des musiques en shimaoré, pour mettre en avant sa langue natale et devenir l’ambassadeur de la musique mahoraise en métropole.
Puis en 2015, il retourne à Mayotte. Il écrit alors Waho Lover, qui lui donne une importante notoriété à Mayotte et un million de vues sur Youtube. En novembre 2016 sa collaboration avec Goulam « Nyora Mbili », chantée en français et comorien, est rapidement un succès en ligne.
En 2017, il est élu « Meilleur artiste mahorais » pendant la cérémonie des Voix de l'océan Indien à Saint-Denis-la-Réunion. Il y est également nommé dans la catégorie « meilleure production audiovisuelle de l’Océan Indien ».

## Discographie

### Single
- 2020 : Ne pars pas
- 2019 : Hawa
- 2019 : Wawe

### Albums
- 2019 : Soleil
- 2021 : Kamisy

### Clips vidéo
- 2019 : Wawe
- 2016 : Tsy Tombé

### Collaborations
- 2016 : Nyora Mbili (featuring Goulam)
- 2016 : Haya (featuring Goulam & AfroDja)
- 2019 : Mori Jana (featuring Meiitod)
- 2019 : Ri parana (featuring Staco & Erazed)
- 2020 : Indécis (featuring Mory's)
- 2022 : Rayi mwen remix (featuring Stacy)

## Télévision
- 2018 : Voyages et délices by Chef Kelly

## Distinctions
| Année | Récompense             | Catégorie                | Résultat |
| ----- | ---------------------- | ------------------------ | -------- |
| 2017  | Voix de L'océan Indien | Meilleur Artiste Mayotte | Remporté |